# Francisc Balla
Francisc Balla (în maghiară Ferenc Balló; n. 22 octombrie 1932, Păuleni-Ciuc, România – d. 16 octombrie 2023, Târgu Mureș, România) a fost un luptător de stil liber la categoria medie. A câștigat medalii de argint la Campionatele Mondiale de lupte din 1965 și 1967 și la Campionatele Europene din 1967. De etnie maghiară, a concurat din partea României la Jocurile Olimpice din 1964 și 1968.

## Distincții
- Ordinul „Meritul Sportiv” clasa a III-a (25 octombrie 1966) „pentru rezultatele deosebite obținute în competițiile sportive internaționale, precum și pentru contribuția valoroasă adusă la dezvoltarea culturii fizice și sportului în țara noastră”[7]

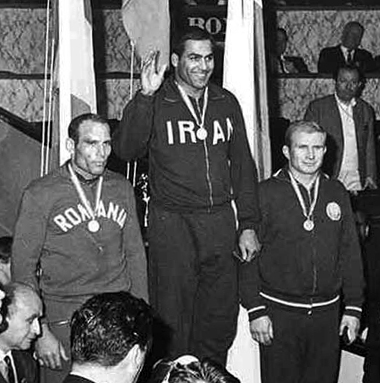
Balla (stânga) la Campionatele Mondiale din 1965